# Ну и ну! Земляничные яйца
I My Me! Strawberry Eggs! (яп. あぃまぃみぃ！ストロベリ・エッグ Ай Май Ми:! Суторобэри Эггу) — аниме-сериал в жанре школьной романтической комедии, рассказывающий о жизни парня, замаскировавшегося под женщину, чтобы получить работу физрука в школе.

## Сюжет
Хибики Амава —  молодой, только что окончивший университет учитель физкультуры, который никак не может устроиться на работу по специальности. У него закончились деньги, ему нечем платить за жильё. Попытка получить место учителя в школе имени Сэито Санномии проваливается из-за того, что директор этой школы — ярая мужененавистница, а завуч — крайняя феминистка, лелеющие мечты о превращении школы в учебное заведение только для девочек, и они в принципе отказываются рассматривать кандидатуру мужчины. Получив отказ, Хибики, отчасти движимый возмущением, отчасти — по инициативе и с помощью квартирной хозяйки, требующей квартплаты, решается на авантюру. У него появляются накладная грудь, женская одежда, манеры, макияж, прибор для изменения тембра голоса (голосовой модулятор), и он становится молодой прелестной учительницей физкультуры Хибики Амавой, которая и поступает на работу в школу.

## Список персонажей

Хибики Амава

Хибики Амава, переодетый женщиной

Фуко Кудзуха готовится к бегу

Старуха-домовладелица

Хибики Амава — главный герой, (23 года), молодой физрук, только что окончивший институт, предстаёт перед зрителем в двух внешне совершенно разных формах. В своём обычном виде он — средней комплекции молодой человек с длинными тёмными волосами. Чтобы получить работу в школе, Хибики вынужден замаскироваться под женщину, и в этом облике он — симпатичная и всеми любимая учительница, трогательно и с заботой относящаяся к своим подопечным. В женском обличье Хибики нравится почти всем в школе. Несмотря на аферу с переодеванием, Хибики абсолютно нормальный парень, хотя по мере привыкания к женскому обличью у него закрепляются некоторые типично женские привычки. Иногда Хибики ошибается по мелочам, но его спасает то, что никому в голову не приходит заподозрить правду. Романтические отношения, которые завязываются между Хибики и школьницей Кудзухой Фуко — одна из основных сюжетных линий сериала.
Сэйю: Юдзи Киси (мужской голос), Юки Масуда (женский голос)
Фуко Кудзуха (яп. 樟葉楓子 Кудзуха Фу:ко) — старшеклассница, 14 лет. Тихая, скромная девочка, чересчур наивная и открытая даже для своего возраста. Её отец уехал в командировку в другую страну, мать скончалась, когда Фуко была ещё маленькой. В память о матери осталась лишь фотография, которую Кудзуха в конце концов потеряла. Фуко Кудзуха всегда улыбается, как завещала ей мать, скрывая, таким образом, собственные чувства, чтобы не расстроить кого-нибудь. Неудачница в спорте, не может пробежать даже тридцать метров без того, чтобы не упасть лицом оземь. Всегда готова взять на себя любую дополнительную работу, из-за чего почти вся общественная нагрузка в классе лежит на ней в течение многих лет. Переживает из-за маленького (по сравнению со сверстницами) размера своей груди. Первой из учеников школы встречается с Хибики — на проверочном уроке физкультуры, когда, в целях проверки способностей нового педагога, тому была поставлена задача: добиться, чтобы Фуко пробежала пятидесятиметровую дистанцию. С течением времени Фуко близко сходится с учителем, которого, как и все остальные, считает женщиной. По мере роста нежных чувств к Амаве, Кудзуха приходит в некоторое смятение, считая себя не вполне нормальной: в то время как одноклассницы увлекаются мальчиками, её почему-то тянет к женщине. К Хибики в мужском обличье Фуко испытывает неприязнь, считает его фетишистом после того, как однажды увидела на Хибики лифчик, который он не успел снять, переодеваясь из женской одежды в мужскую. После этого случая за Хибики закрепилась слава «любителя лифчиков». Позже, поняв, что любит учительницу Хибики, Фуко Кудзуха решила, что сама ничуть не лучше, чем «любитель лифчиков». Во время пожара не бросила Амаву, оставаясь с ней, пока не пришла помощь. В конце концов, поняла, что любит Хибики, и призналась в своих чувствах, не опасаясь насмешек даже от самой Хибики. В больнице, во время посещения палаты Хибики, Фуко и Хибики, возможно, поцеловались бы, если бы им не помешал Акира. После разоблачения Хибики на родительском собрании она призналась всем в том, что любит Хибики, кем бы он ни был, и не забудет его. Бросилась догонять поезд, в котором уезжал Хибики, чтобы увидеть его.
Сэйю: Акэно Ватанабэ.
Старуха-домовладелица (яп. 三条るる Сандзё Руру) — низкорослая пожилая женщина, у которой снимает жильё Хибики Амава. Сдаёт жильё постояльцам, содержит магазин, впоследствии выясняется, что помимо этого она владеет большим количеством разнообразной недвижимости. Несмотря на преклонный возраст, очень активна: ездит на мотоцикле, который сама же и ремонтирует, собирает квартплату с постояльцев, применяя физическую силу и револьвер с резиновыми пулями. Разрешила школьникам ходить в школу коротким путём, через свой двор. На первый взгляд она злобная, жестокая и безжалостная, хотя в действительности она намного мягче и добрее, чем кажется, просто проявляет эти качества, когда считает нужным. Обладает совершенно фантастическими умениями и возможностями. Знает всё обо всех, имеет массу полезных знакомств. Может достать любую вещь и узнать любую информацию, вплоть до того, что может подсказать школьнику, о чём именно его сегодня спросят. В фильме выполняет роль «бога из машины». Всегда появляется там, где нужно и помогает тому, кому хочет, обычно — Хибики. Не одобряет школьное руководство за его мужененавистническую позицию. Именно она побуждает Хибики к афере с переодеванием. Хотя явно высказывается только один мотив: получить от постояльца квартплату, из происходящего ясно, что преследуется совсем другая цель: показать директрисе, что та ошибается в своём отношении к мужчинам.
Сэйю: Кудзира.
Мори Кодзи и Тофу Кудзи (яп. 深江晃 Кудзи Тофу) — двп постояльца, живущие у той же домовладелицы, что и Хибики. В фильме выполняют только комедийную роль. Несмотря на то, что они — уже давно взрослые мужчины, оба относятся к категории «озабоченных»: первый возбуждается от вида школьниц в форме, второй — поклонник Фуко Кудзухи, постоянно следит за ней, в том числе пытается подглядывать и фотографировать через окно в общежитии. Из-за своих особенностей постоянно пытаются оказаться поближе к школе и школьницам, в результате часто попадают в неприятные ситуации. После того, как были уличены ученицами Хибики в подглядывании, находятся «на особом контроле» у домовладелицы, которая старается не подпускать их к школьницам и постоянно использует в «операциях поддержки», которые устраивает в интересах Хибики. Отчасти из-за таких соседей Хибики Амаву в его мужской ипостаси ученицы тоже считают озабоченным, хотя это и не соответствует действительности.
Сэйю: Катаси Исидзука, Юдзи Уэда.
Фудзио Химэдзима (яп. 姫島藤緒 Химэдзима Фудзио) — Старшеклассница, 14 лет. Занимается восточными единоборствами. Когда озабоченные мужчины — соседи Хибики, — попались на подглядывании в общежитии, пыталась побить их, но её удержали. Безответно влюблена в Акиру. Парень постоянно отталкивает её, грубит, однажды они даже подрались, но, несмотря на это, Химэдзима хочет быть вместе с ним. Написав Акире письмо и пригласив его на свидание, она узнаёт, что тот любит другую, но не отступается. Фудзио ревнует Акиру к Фуко, считая себя достойнее её.
Сэйю: Микако Такахаси.
Михо Умэда (яп. 梅田美保 Умэда Михо) — Старшеклассница, 14 лет, подруга Фудзио. В классе наиболее развитая в плане личных отношений с мужчинами — у неё есть парень, работающий манекенщиком, отношениями с которым Умэда постоянно хвастается. На этом основании считает себя взрослее и опытнее одноклассниц, даёт им советы, иногда демонстрирует фотографии своего парня.
Сэйю: Оми Минами.
Сэйко Касуганомити (яп. 春日野道聖子 Касуганомити Сэйко) — Старшеклассница, 14 лет, подруга Михо, но во многом — её полная противоположность, очень застенчивая, стесняется даже обсуждать отношения с парнями. Может упасть в обморок, просто посмотрев на фотографию красивого мужчины. У неё нет парня, поэтому она завидует Михо. Дочь богатых родителей, которым принадлежит гостиница, где происходила помолвка Хибики и племянника управляющего, которую Михо с друзьями решили сорвать.
Сэйю: Фумико Орикаса.
Акира Фукаэ (яп. 深江晃 Фукаэ Акира) — Старшеклассник, 14 лет. Спокойный и хладнокровный, но иногда заносчивый и высокомерный. Сын полицейского детектива, поэтому у него есть некоторые специальные приборы для прослушивания. Мужененавистническая позиция завуча и директора школы его раздражает; он принимает участие в шалостях одноклассников не потому, что ему это интересно, а только чтобы позлить администрацию. Часто бывает груб с девушками из-за того, что он не уважает их, кроме Кудзухи, к которой он испытывает сильные чувства. Отказав Фудзио, он сразу встретил Кудзуху, которая тоже ему отказала, сказав, что ещё не определилась с выбором любимого. Решив, что она ещё маленькая для этого, решил ждать и добиваться её, но поняв её сильные чувства к Хибики, отдаляется от неё, но всё равно заботясь и защищая её и её имя, став ближе к Фудзио.
Сэйю: Юдзи Уэда.
Кёскэ Аоки (яп. 青木恭祐 Аоки Кё:сукэ) — Старшеклассник, 14 лет, друг Акиры и Сиро. Вместе с Наруо устраивают шалости, особенно с одноклассницами. У него нет девушки, но, подражая своим друзьям, тоже ищет себе ту, которую он мог бы пригласить на свидание. В своих одноклассницах он видит только негативные стороны и боится их реакции в свой адрес. Пытается ухлёстывать за учительницей Хибики, испытывая животную страсть, но после разоблачения Хибики сразу отказывается от своих слов.
Сэйю: Такаюки Ямагути.
Сиро Наруо (яп. 士郎 Сиро) — Старшеклассник, 14 лет. Друг Акиры и Кёскэ, обладающий трудным и конфликтным характером, из-за которого учителя постоянно подозревают его во всех проделках. Был обвинён в краже чека завуча, который Наруо просто спрятал в учительской среди ненужных бумаг, впоследствии уничтоженных. Побоялся сказать правду одноклассникам, в результате мальчики устроили школьный бунт, требуя снять с Наруо обвинение. Побоявшись последствий бунта, признался во всём Хибики и извинился перед мальчиками.
Сэйю: Норихиса Мори

## Список серий сериала
| 1 | Желаю удачи с первой губной помадой! «Хайсуй но ФА:СУТО РУ:ДЗЮ» (背水のファーストルージュ)          | 04.07.2001 |
| Сериал начинается с того, что домовладелица собирает деньги со своих постояльцев, готовых на всё, лишь бы не платить ренту. Её новый постоялец, Хибики Амава, отсутствовал в это время, поэтому она взяла его собаку Курагэ в заложники до тех пор, пока он не расплатится. Хибики планировал работать в соседней средней школе, но старуха заявила, что ему никогда не получить там работу, так как директор школы не примет учителя-мужчину. После разговора с директором школы Хибики был расстроен, но домовладелица предложила ему переодеться женщиной, устроиться учительницей в школу, и таким образом заработать деньги для выплаты долга. Но для того, чтобы Хибики стал учительницей физкультуры в школе, он должен пройти испытание, заставив пробежать 50 метров самую неловкую ученицу, Фуко, одетую в неудобную спортивную форму для девочек. Раз за разом Фуко пыталась пробежать дистанцию, но не добегала, постоянно падая. Тогда Хибики что-то прошептал ей на ухо, после чего Фуко подвернула спортивную юбку, и испытание было пройдено. В этот момент Фуко испытала непонятное для себя чувство к новой учительнице. | |            |
| 2 | Запрет для туши «Киндан но ГИРИ-ГИРИ АЙРАЙН» (禁断のギリギリアイライン)                             | 11.07.2001 |
| Серия начинается с того, что Фуко, выглянув из окна общежития, заметила, что кто-то подглядывал за ней с дерева. Фуко испугалась, решив, что это было привидение, и другие девочки побежали искать его, но никого не поймали. На следующий день школьницы, проходящие мимо дома старухи, где они обычно покупают разные мелочи, заподозрили постояльцев в том, что это они подглядывали и фотографировали Фуко в общежитии. Хибики, в мужском обличии, попытался защитить их, но тоже был обвинён ими. Фуко попыталась убедить всех, что за окном было приведение, но на неё слова никто не обращает внимания, удивляясь, что Фуко больше боится привидений, чем мужчин. Из-за этого происшествия директор школы попросила Хибики остаться на ночь в женском общежитии, защитив их так от извращенцев. Девочки обрадовались появлению Хибики в общежитии, прося его принять с ними ванну, от чего он категорически отказался. Когда он приготовился ко сну, одна из девочек сообщила ему, что Фуко не может заснуть, попросив Хибики остаться ночью в комнате Фуко, пока её подруги будут караулить мужчин. Фуко заснула, свернувшись вокруг Хибики, что доставило ему большое неудобство, которое он стерпел, до тех пор, пока в окне не показался извращенец. Когда Хибики вскочил, тот убежал, оказавшись Тофукодзи, поэтому девочки решили прийти к нему домой. Хибики решил опередить их и успевает переодеться мужчиной. Фуко, бегущая впереди толпы, решила предупредить мужчин о появлении привидения. Когда девочки открыли двери дома, то увидели Тофукодзи с фотографиями Фуко и Морикодзи с фотографиями девочек в школьной униформе. Девочки погнались за ними, и Хибики вышел, чтобы увидеть, что происходит, забыв снять лифчик. Это заметила Фуко, посчитав его «любителем лифчиков». На следующее утро постояльцы, завтракая, уже были сильно побиты. | |            |
| 3 | Самодовольное очарование щёк «Мигаттэ на ТИ:КУ МАДЗИККУ» (身勝手なチークマジック)                   | 18.07.2001 |
| По дороге в школу Фуко сталкивается с Хибики в мужском обличии, кого она пугается. В тот день Хибики стал классным руководителем класса, в котором учится Фуко. Хибики пытается распределить классные обязанности среди учеников, но их все берёт Фуко, так как никто не хочет ими заниматься. Хибики был недоволен отсутствием других желающих, кроме Фуко. Хибики попросил весь класс делать хоть что-нибудь и помочь Фуко, но они промолчали. Кроме того, Хибики пытается заставить девочек надевать на уроки физкультуры спортивные шорты, но они отказываются, боясь, что мальчики их увидят в таком виде. Но девочки не могут перепрыгнуть через снаряд из-за своих спортивных юбок. Директор школы недовольна идеей ношения шорт девочками, но Фуко решает попробовать и перепрыгивает через снаряд. На неё загляделись мальчики, поэтому Хибики заставила их пробежать несколько кругов. Фуко убедила своих подруг, что шорты помогли ей, убедив их тоже надеть шорты. После этого одноклассники решили распределить обязанности между собой. Увидев, что девочки довольны своими уроками физкультуры, директор и завуч школы сделали шорты обязательными в спортивной униформе девочек. | |            |
| 4 | Учтивая укрывательница слёз «Бимё: на Т'ИА КОНСИ:РА» (微妙なティアコンシーラー)                     | 25.07.2001 |
| Во время уборки бассейна один из мальчиков обливает Хибики, который решает помочь им убраться. Он попросил девочек помочь им, но они отказываются, считая это «мужской работой». Директор и завуч школы готовятся к ежегодному общему уроку, которым будет урок Хибики, проверять их должен управляющий, мужчина-шовинист, недовольный мужененавистнической позицией директора. Хибики, провожающий Фуко до дома, узнал, что мать Фуко умерла, когда ей было 6 лет, а отец работает далеко, хотя она не жалеет, что никто не придёт к ней на родительский день. Той ночью Хибики не спал и думал Фуко, всегда кажущейся счастливой, после этого заказав у старухи много комплектов спортивной одежды для взрослых. Постояльцы решают проникнуть в школу под видом родителей учеников, но их настигла домохозяйка на мотоцикле. Пока старуха связала постояльцев, во время побега они сталкиваются с Фуко, выровнявшей из-за них портрет матери в ручей, уплывший за решётку. Хибики извинился перед Фуко и попытался достать её из воды, но не смог. Но Фуко попросила его не беспокоиться, так как её мать учила её всегда улыбаться. Решив что-нибудь сделать для Фуко, Хибики позвонил домовладелице. Управляющий сказал в лицо директору, что им просто необходимы учителя-мужчины, спросив о классе, который он должен посетить. В школу уже пришли родители, разговаривающие со своими детьми. Хибики, поздоровавшись с ними, предложил им тоже надеть спортивную форму и пробежаться вместе со своими детьми. Управляющему и родителям эта идея понравилась, несмотря на возмущение директора. Хибики побежал длинную дистанцию по пересечённой местности, предложив следовать за ним. Некоторые из бегунов выдыхались и останавливались. Больше всех пробежала Фуко, которую Хибики привёл на кладбище, на котором была похоронена мать Фуко, где Хибики показал, чему научилась Фуко. Вернувшись в школу, управляющий шокировал директора, сказав, что ему понравился урок физкультуры, а Хибики отнёс спящую на его спине Фуко назад. | |            |
| 5 | Нечестное основание для фантазий «Ёкосима на ДОРИ:МУ ФАНДЭ» (邪なドリームファンデ)                  | 01.08.2001 |
| Серия начинается с учительского совещания, на котором все повторяют, что мужчины — дьяволы, а женщины — ангелы. Хибики опоздал, за что его выругала завуч. Когда он уселся, завуч сообщила всем план прохождения медкомиссии, о которой так много говорят. В прошлом году кто-то вывесил все результаты обследований на доску объявлений в виде рейтинга, первое место в котором заняла Мико из-за размера её груди, скорее всего кто-то из мальчиков. В это время Аоки и Сёити начинают готовиться к этой медкомиссии. Пока завуч объясняла учителям способы сохранения личной информации девочек, постояльцы уже подслушали её. Медкомиссия пройдёт в звукоизолированном подвале без окон, к радости девочек и неудовольствию мальчиков. Фуко заметила шепчущих мальчиков, заподозрив их. Пока завуч и директор обследовали это помещение, они заметили Акиру, выругав его, хотя он сказал, что ничего не сделал и ушёл. Обидевшись на девочек, Акира решил помочь своим одноклассникам. Одна из девочек сказала, что если их результаты и украдут, то тогда она хотела бы быть на первом месте, поэтому многие девочки решили подложить вату в лифчики. Мико сказала, что размер груди очень важен для женщин, так как влюбившиеся мальчики всегда обращают внимание на грудь. Фудзио посчитала это глупостью, но подумала про Акиру. Мико сказала Фуко, что у той маленькие груди, чего она не знала к всеобщему удивлению, но из-за чего Фуко стала присматриваться к грудям окружающих женщин и Хибики, думая, что чем больше, тем лучше. Хибики, выглянув из окна, увидел что-то задумывающих мальчиков и решил напугать их, крикнув на них мужским голосом, но услышавшая его завуч заподозрила, что Хибики — мужчина. На уроке пения Фуко увидела груди очень больших размеров у учительницы пения, упав от этого в обморок. Мальчики воспользовались этим моментов и установили жучок в комнате, где будет проходить медкомиссия. Завуч решила, что новая учительница тоже должна пройти обследование, таким образом, пытаясь узнать биологический пол Хибики. Выйдя из кабинета директора, Хибики узнал, что Фуко упала в обморок и лежит в койке, отдыхая. Придя домой, Хибики гадал, что же ему делать с обследованием, так как его груди — настоящая подделка, но старуха сказала, что ему не о чем беспокоиться и нет нужды вести себя подозрительно. Когда пришёл день обследования, Хибики сказал девочкам войти внутрь, а мальчики снаружи включили радиоприёмник, чтобы слышать, что там происходит, записывая результаты. Завуч приказал Хибики самой пройти полное обследование у доктора, сказавший Хибики полностью раздеться. Мальчики узнали, что у Мико размер груди стал больше — 87 см. Акира находился с ними, не обращая на них внимания, пока не подошла очередь Фуко. В этот момент Акира выключил и забрал аппаратуру у мальчиков, так и не узнавших, что Фуко положила себе чрезмерное количество ваты. Пока Хибики медленно снимал свою одежду, в палату зашла учительница музыки, прося у Хибики помощи. Хибики побежал и увидел, что размер груди Фуко увеличился на много размеров, поняв, что другие девочки сделали то же самое. Он извинился за мальчиков и попросил девочек не подделывать результаты, отпустив их на перерыв. После этого девочки убрали вату и заново провели обследование, а Хибики должен был вернуться к доктору. После обследования Хибики, завуч и директор прочитали отчёт, в котором говорилось, что «Хибики здорова и у неё прекрасное тело». Дома Хибики узнал, что доктором был друг домовладелицы и что она не допустит, чтобы Хибики уволили до того, как тот расплатится с долгами. Постояльцы, переодетые доктором и медсестрой, направились в школу, но ошиблись со временем медкомиссии, и были встречены воинственной старухой с револьвером. | |            |
| 6 | Хрупкая пудровая заморочка «Сё:ко-тати но ПАУДА: ПАДЗУРУ» (硝子たちのパウダーパズル)                | 08.08.2001 |
| Серия начинается с обсуждения драк и конфликтов в школе, которых, как думает Хибики, не будет в его классе. В магазине Хибики поймал себя на том, что он засмотрелся на женское нижнее бельё. Следующим утром мальчики из класса Хибики позвали Морикодзи научить их сёрфингу, узнавшему таким образом, что школьный бассейн открыт и скоро начнутся уроки плавания. Той ночью старуха осмотрела женский купальник Хибики, решив, что он ему подходит. Но собака Хибики была расстроена из-за того, что купальник дорого стоит, а старуха угрожает съесть его в случае неуплаты долга. Хибики поделился с домовладелицей, что он считает себя мужчиной, но в последнее время у него появились женские привычки, что его беспокоит. Мико рассказала подругам о своём свидании с парнем, посоветовав им тоже с кем-нибудь встречаться. Фуко сказала, что она уже ходила вместе с Хибики по магазину, но это не считалось. Неожиданно в школе мальчики стали кидаться, и Фуко побежала сказать Хибики, что началась драка. Пришедший Хибики прекратил перепалку, приказав всех ученикам по очереди прийти в его кабинет и объясниться. Все ученики обвиняли друг друга во всех грехах. Последней была Фуко, ждавшей, пока её вызовут. Постояльцы, бродившие по пляжу, решают выкопать тоннель до бассейна, но ошиблись, копая в направлении подброшенных старухой магнитов. В классе все ученики думали каждый о своём. Тогда драка началась из-за Аоки, но он не признавался в этом из-за своей гордости. На следующий день начались уроки плавания. Завуч отказала мальчикам и девочкам купаться вместе, решив заняться девочками, а Хибики предоставив мальчиков, решив проверить биологический пол Хибики. Хибики предложил сыграть в бассейне в одну командную игру, в которой два человека, изображающих лошадь, носят на себе человека-всадника. У этой тройки нет союзников и они должны остаться последними на ногах. Завуч была не в восторге, но её больше интересовала Хибики. Все начали драться, и завуч случайно упала в бассейн, выбравшись из которого она убежала восстанавливать косметику. Все увлеклись, не заметив, что победила Фуко, забравшая все шапки всадников, что вызвало у всех смех. Выяснилось, что Аоки не умеет плавать, и именно по этой причине он избегает сёрфинга, на что другие мальчики ответили, что они тоже чего-то боятся, что тоже вызвало у всех смех. После этого урока все в классе разговорились, признавшись в своих ошибках и лжи, извинившись друг перед другом. Фуко сказала, что тоже хотела бы о чём-нибудь сожалеть и перед кем-нибудь извиниться, но ей не перед чем. Когда у Хибики спросили об его секрете, он признался, что любит лифчики, но девочки решили, что в этом нет ничего зазорного, отчего Хибики почувствовал себя лучше. Когда постояльцы докопали свой тоннель, то оказались около детского бассейна, в котором их ждала домовладелица в купальнике. | |            |
| 7 | Долгожданная маска для лица «Акогарэ иро но ФЭЙСУ КАРА: ТЮ:Н» (憧れ色のフェイスカラーチューン)      | 22.08.2001 |
| Серия начинается с того, что возле девочек останавливается автомобиль, водитель которой спросил их, где находится школа. Это вызвало спор среди школьниц о том, кто это был и чего хотел. Фудзио предположила, что он хотел увидеть Хибики, но Фуко отказалась в это поверить. Проходя мимо кабинета директора, они увидели управляющего, сватающего своего племянника, того самого водителя, Хибики. Хибики сказал, что ещё не ищет себе мужа, но они настаивали, намекая на увольнение. Фуко, подслушивающая снаружи, была этим расстроена. Хибики позвонил, сказав об этом старухе, но она ответила, что это не её проблема и что у племянника управляющего много денег, которыми можно будет расплатиться за долги. Фуко, смотря в зеркало, гадала, почему её беспокоит жених Хибики. Подошедший Акира спросил её, что она делает. Фуко сказала ему, что если Хибики выйдет замуж, то покинет школу, что не волновало Акиру. На уроке у Хибики был отсутствующий вид, поэтому ученики решили, что он так радуется сватовству. Когда Хибики и Фуко посмотрели друг на друга, то на секунду улыбнулись. После школы ученики решили шпионить за женихом, пойдя за ним в ресторан. Когда Ёсио, племянник управляющего, уехал оттуда, они преследовали его на такси. Вдруг Ёсио сбил Хибики, но ничего страшного не произошло и они после этого лишь присели на скамейку. Школьники, увидев Ёсио рядом с «любителем лифчиков», решили, что они геи, не слыша их разговор. Доказательством их гомосексуальности для них послужило то, что они сжали друг другу ладони. Фуко стала переживать за будущую невесту Ёсио (Хибики), что для неё будет позором выйти замуж за такого человека. Тут Хибики увидел детей и помахал им, но они его испугались, что его смутило. Хибики пригласили на ланч, на котором были директор, Ёсио, управляющий и завуч. На самом деле Ёсио уже любит некую Ами, но он не хочет огорчать дядю. Завуч заметила на шее Хибики прибор, заставив его снять. В соседней комнате ученики Хибики продолжали шпионить за ними, так как эта гостиница принадлежала отцу Сэйко. Управляющий пытался обратить на себя внимание Хибики, но он лишь молча ел. Ёсио вспомнил то, что ему сказал «любитель лифчиков», что нужно быть честным. Но в тот момент, когда он захотел признаться, все ученики провалились сквозь бумажные стены. Воспользовавшись этим случаем, Хибики опять надел свой прибор для изменения голоса, который стал женским, улыбнувшись. Уже в классе Хибики прочитал письмо, о том, что Ёсио сделал предложение Ами, крупной женщине, и его дядя дал согласие, благодаря за это Хибики. Пригласив учеников на ланч в ресторан, Хибики спросил их, чья это была идея. Фуко подняла руку, извинившись перед Хибики, что его удивило, но он лишь улыбнулся. | |            |
| 8 | Восстание непослушных мальчиков «Хангяку но БЮ:РА: БО:ИДЗУ» (反逆のビューラーボーイズ)              | 29.08.2001 |
| В начале серии все мальчики делают уборку. Пока они баловались, их обругала директор и завуч из-за их неуважения к статуе бабушки директора школы. Наруо опоздал на уборку увсех на виду, в том числе и Хибики, начавшем спорить с завучем, что уборку должны делать не только мальчики, но и девочки на равных. Женщины сказали, что если бы они хотели бы, чтобы в школе было чисто, то они бы наняли бригаду уборщиц. На самом деле уборка — это наказание для мальчиков феминисток, что слышала Фуко. Она подошла и помогла мальчикам, послушав слова Хибики. Позже мальчики решили бойкотировать уборку, но некоторые посчитали, что это ничего не изменит. Хибики посоветовался с домовладелицей, но она сказала, что сексизм был всегда, и если кто-то способен это изменить, то только Хибики. На следующий день выдали конверты с чеком, чему обрадовался Хибики. Забыв свои бумаги в учительской, он послал Наруо за ними, где Наруо заметил чей-то конверт. Завуч заметила выходящего Наруо, заподозрив его. На уроке физкультуры все играли в волейбол и Фуко, получив удар по голове мячом, упала. В это время завуч по громкой связи вызвала Наруо, не чувствующим себя виноватым. Наруо подозревают в краже чека с зарплатой завуча, но он заупрямился и промолчал. Хибики потребовал от завуча доказательств, так как это была случайность. В классе Хибики спросили, где находится парта Наруо, но мальчики не захотели отвечать. Девочки побежали в учительскую, чтобы сказать, что с мальчиками возникли проблемы. Мальчики устроили бунт, лишь бы учителя не проверили парту Наруо, устроив баррикады и требуя равенства прав мужчин и женщин. Хибики крикнул им, что понимает, что они чувствуют, но насилием ничего не добьёшься. Прибыла охрана, но мальчики взяли в заложники статую, поэтому директор отозвала их прочь. Завуч сказала, что это всё вина Хибики и что завтра она закроет школу. Фуко, идя домой с девочками, подумала о том, что мальчики будут есть ночью. Многие мальчики, вместе с Наруо, ушли домой, оставшиеся тоже подумали, что зашли слишком далеко. Хибики тоже остался в школе, думая о том, как решить эту проблему. Фуко приготовила еду, но упала, когда вышла из комнаты. Фуко пришла в школу, встретив в темноте Акиру. Акира сказал ей, что она дура, потому что завуч подумает, что она одна из них. Она извинилась, решив, что она не нравится Акире, но он сказал, что она ему не разонравилась. Наруо признался Хибики, что не крал денег, а лишь спрятал их, чтобы досадить завучу, но они были уничтожены вместе с другими бумагами. Наруо хотел всё рассказать завучу, но Хибики запретил, решив, что тогда бунт был бессмыслен. Снаружи класса их подслушала Фудзио, тоже принесшая еду, но ушедшая прочь. На следующее утро к школе прибыл полицейский отряд, который должен был усмирить восставших детей. Но им на встречу вышли лишь постояльцы, одетые как супергерои, отвлекая полицию. Позже Хибики отдал деньги завучу, сказав, что он их нашёл, а мальчики сдались. В школе всё было чисто и спокойно. Это удивило полицейских и директора, так как не было признаков бунта. Статуя оказалась на месте, вся чистая, поэтому директору пришлось сказать, что это была ложная тревога. Никто не пострадал, кроме постояльцев, сидящих в камере. | |            |
| 9 | Страстный блеск летней ночи «Манацу но ёру но СЭКУСИ: ГУРОСУ» (真夏の夜のセクシーグロス)            | 05.09.2001 |
| В начале серии все ученики Хибики едут на автобусе в поход. Фуко думала, что они едут в Хоккайдо, но Мико сказала, что это Хонсю. Мико решила, что это лучшее место для поиска любви, с чем остальные согласились. После этого разбили лагерь, разместив палатки девочек и мальчиков в разных местах. В своей палатке мальчики выбирали, кому они признаются в любви. Когда об этом спросили Акиру, он не ответил, кого выбрал. Когда Хибики прогуливался, к нему подбежал озабоченный Аоки, давший Хибики цветы. Аоки пытался сказать о своих чувствах, но Хибики убежал от него с криком. Девочки объяснили, что Аоки любит его, а запретная любовь между учительницей и учеником прекрасна. Когда Хибики прятался от Аоки, то попал в ещё один дом старухи-домовладелицы, которой принадлежит это место под лагерь. В лагере Фуко неумело чистила картофель, и увидевший это Акира решил помочь ей, назвав её безнадёжной. Но он порезал палец, и Фуко дала ему свой платок, боясь инфекции в ране. Акира ушёл, пообещав вернуть ей платок чистым. Перед сном Хибики пожелал всем спокойной ночи, но рядом с ним опять появился Аоки, из-за которого он опять убежал. Позже мальчики пробрались к девочкам, и, вызвав Фуко, дали ей передать любовные письма. Вернувшись в палатку, Фуко отдала одно письмо Сэйко, а второе было к Хибики. Возле озера встретились Акира и Фудзио, решив уйти, чтобы не попасться учителям. Фуко передала письмо от Аоки к Хибики, с которым он отказался встречаться, к радости Фуко. На свидание пришли Аоки и Мико, что их шокировало. Фуко, сидя рядом с Хибики, призналась, что ей было больно отдавать любовное письмо Хибики, поэтому она подменила их. Фуко сказала, что не знает почему, но её сердце колотится, когда Фуко думает о Хибики. Хибики не посчитал Фуко странной из-за этих слов. Фудзио и Акира приплыли на лодке к хижине на берегу. Акира развёл в доме огонь, перед которым они начали греться. Одежда Фудзио промокла и начала сползать, и Акира увидел её лифчик. Утром Хибики ждал, пока вернутся все ученики, увидев Акиру и Фудзио в его куртке, сказавшие, что всё нормально. Но завуч посчитала это позором для них, считая, что между девочкой и мальчиком, оставшихся наедине, всегда что-то происходит. Но Хибики ответил, что если что-то и было, то так и должно быть. Завуч посчитала, что это слишком для старшеклассников, поэтому решила устроить уроки сексуального воспитания отдельно для мальчиков и для девочек. Девочкам завуч сказала, что все мужчины хотят только одного, и что все они животные. Мальчикам же она внушала, что женщины ужасны. Вечером Акира извинился перед Фудзио за все эти слухи, не зная, что за ними следит Хибики. Хибики верит, что настоящая любовь приходит от заботы о ком-нибудь. Домовладелица считает, что вчера между Хибики и Фуко тоже что-то было, и это ничем не отличалось от той ситуации. Утром завуч выступала на сцене с речью, но Хибики забрал у неё микрофон, сказав, что всю ночь думал, рано ли ученикам иметь романтические отношения. Он спросил их, знают ли, о чём думают их любимые, что они чувствуют. В это время появилась старуха и сказала, что между Акирой и Фудзио ничего не было, так как видела их тогда. После этого все сели в автобус и поехали, а Акира смотрел на платок Фуко, не думая о Фудзио. Фуко хотела сказать Хибики, кого она любит, но вспомнила о том, как она чуть не поцеловалась с Хибики, и передумала. | |            |
| 10 | Фундамент любовного ложа «Конваку но РАБУ ПАРЭТТО» (困惑のラブパレット)                             | 12.09.2001 |
| В начале серии девочки идут в новое кафе поесть мороженое. Фудзио отдалилась от них и зашла в прачечную, где встретила Акиру, забиравшего свои вещи. Он ушёл, не обратив внимание на Фудзио, но забыл платок Фуко, который ему отдала Фудзио, что стало причиной их ссоры. Когда она присела к ней подошёл Хибики, которого она назвала извращенцем. Он попросил не называть его так, и что он лишь хотел приободрить её. Фудзио стала расспрашивать его о том, что думают парни, не считая его одним из них. Пока они говорили, подошла Фуко, позвавшая Фудзио. Утром, по дороге к школе, встретились девочки и мальчики, поприветствовавшие друг друга, но Акира опять не обратил внимание на Фудзио. Во время уроков Фудзио смотрела, как играют в футбол, потому что туда же смотрел Акира (Хибики до этого сказал ученикам, что они должны знать всё о своих любимых). Между уроков Акира и Фудзио остались в одной комнате, и Фудзио отдала ему его вещи из прачечной. На уроке физкультуры Хибики предложил ученикам разминаться в паре мальчик-девочка. Все разбились по парам, кроме Фуко, которую взял Хибики, но они лишь смотрели и стеснялись друг друга. В школе Мико написала любовное письмо Акире от Фудзио, считая её неопытной. Акира подумал, кто именно написал письмо, Фуко или Фудзио. Придя на свидание, Акира увидел лишь Мико, которая сказала, что его ждёт её лучшая подруга. Решив, что это Фуко, Акира побежал, но увидел Фудзио. Фудзио, стесняясь, сказала, что он ей нравится, и спросила, хочет ли он быть её другом, но он отказался, сказав, что уже влюблён в другую. Спустившись по лестнице, Акира увидел Фуко, которой он отдал чистый платок. Фудзио заметила их и стала следить, когда Акира признался в любви к Фуко, попросив стать его подружкой. Это стало шоком для всех девушек, но Фуко отказала ему, извинившись. Эту сцену увидел Хибики, сам вспоминавший, как чуть не поцеловался с Фуко, но убежавший в другую сторону. | |            |
| 11 | Сердце, благоухающее взрослому «Отона э но ФУРЭГУРАНСУ ХА:ТО» (大人へのフレグランスハート)          | 19.09.2001 |
| По школе гуляют слухи о пропавших девочках, а Фуко Кудзуха не пришла на урок. | |            |
| 12 | Искупительное потрясение лжи «Ицувари но КУРЭНДЗИН СЁККУ» (偽りのクレンジングショック)              | 25.09.2001 |
| Фуко признаётся в любви к Хибики. | |            |
| 13 | Обещание когда-нибудь не накладывать косметику «Ицука якусоку но НО:МЭЙКУ» (いつか約束のノーメイク) | 26.09.2001 |
| После раскрытия тайны Хибики, его уволили, а школу хотят сделать только для девочек. | |            |

## Критика
Можно встретить различные оценки сериала. Одни высказываются в целом критически. Признавая, что в сериале есть свои интересные моменты и он достаточно лёгок для того, что просмотреть его в один присест, хотя о нём можно и забыть через полчаса, они, однако, считают, что в целом сериал представляет собой набор предсказуемых ситуаций, плоских персонажей и такого же юмора, в котором сюжет каждой серии нужен лишь для того, чтобы оправдать очередные порции фансервиса. Впрочем, даже эти критики отмечают, что несомненным плюсом сериала является неплохая анимация и музыка.
По мнению других критиков, несмотря на определённую вторичность и фансервис, в целом это — очаровательная романтическая комедия, в которой смешали множество различных элементов для создания цепляющей истории, способной развлечь каждого.

## Музыка
Сериал открывается музыкальной темой «Dearest», исполненной Хитоми Миэно (слова и музыка — Сёко Савато), и закрывается темой «White Station» от Ace File (слова — Рэй Ёсий, музыка — Масара Нисида). За исключением этих двух песен, в сериале в качестве фоновой музыки используется лишь единственная мелодия «Дни стеклянного колокольчика».

## Релиз на DVD в России

### Том 1
- Дата выхода: 2009 год

Том 1

- Формат: 4:3, PAL Progressive, цветной
- Регион: 5, DVD9
- Студия: © 2001 YOM/TNK/IMM! Committee
- Звук:
  - русский дублированный Dolby Digital 5.1
  - японский 2.0
- Субтитры: русские
- Количество дисков: 1
- Эпизоды: 1-4
- Продолжительность: 88 минут
- Дополнительные материалы: Буклет, оригинальные рекламные ролики, голосовые галереи актёров русской и японской версии, вступительный и финальный ролик без титров, русский тизер, анонсы компании.

### Том 2
- Дата выхода: 2009 год

Том 2

- Формат: 4:3, PAL Progressive, цветной
- Регион: 5, DVD9
- Студия: © 2001 YOM/TNK/IMM! Committee
- Звук:
  - русский дублированный Dolby Digital 5.1
  - японский 2.0
- Субтитры: русские
- Количество дисков: 1
- Эпизоды: 5-8
- Продолжительность: 88 минут
- Дополнительные материалы: Буклет, спецурок, оригинальный рекламный тизер, голосовые галереи актеров русской и японской версии, вступительный и финальный ролик без титров, русский рекламный ролик, анонсы компании.

### Том 3
- Дата выхода: 2009 год

Том 3

- Формат: 4:3, PAL Progressive, цветной
- Регион: 5, DVD9
- Студия: © 2001 YOM/TNK/IMM! Committee
- Звук:
  - русский дублированный Dolby Digital 5.1
  - японский 2.0
- Субтитры: русские
- Количество дисков: 1
- Эпизоды: 9-13
- Продолжительность: 111 минут
- Дополнительные материалы: Буклет, вступительный и финальный ролик без титров, анонсы компании.

### Коллекционное издание
- Дата выхода: 2009 год

Коллекционный бокс

- Формат: 4:3, PAL Progressive, цветной
- Регион: 5, DVD9
- Студия: © 2001 YOM/TNK/IMM! Committee
- Звук:
  - русский дублированный Dolby Digital 5.1
  - японский 2.0
- Субтитры: русские
- Количество дисков: 3
- Эпизоды: 1-13
- Продолжительность: 287 минут
- Дополнительные материалы: 3 буклета, 3 плаката, оригинальные рекламные ролики, голосовые галереи актеров русской и японской версии, вступительные и финальные ролики без титров, русский тизер, анонсы компании, спецурок, оригинальный рекламный тизер, русский рекламный ролик.